# Programa Fobos
El programa Fobos (Фобос, Fobos en rus, del grec Φόβος) va ser una missió espacial no tripulada que consistia en dues sondes llançades per la Unió Soviètica per estudiar Mart i les seves llunes Fobos i Deimos. El Fobos 1 va ser llançat el 7 de juliol de 1988, i el Fobos 2 el 12 de juliol de 1988, cadascun a bord d'un coet Proton-K. El Fobos 1 va patir un error terminal en ruta a Mart. El Fobos 2 va assolir l'òrbita de Mart i va enviar 38 imatges amb una resolució de 40 metres, però el contacte es va perdre abans del desplegament d'un mòdul de descens programat a Fobos.
El Fobos 1 i 2 va ser un nou disseny de nau espacial, seguint en el tipus de maquinari de les missions planetari Venera de 1975–1985, l'últim utilitzat en les missions Vega 1 i Vega 2 al cometa de Halley. Cadascun tenia una massa de 2600 kg (6220 kg amb el maquinari d'inserció orbital adjunt).
El programa va experimentar una cooperació amb 14 nacions, incloent-hi Suècia, Suïssa, Àustria, França, Alemanya Occidental, i els Estats Units (que van contribuir amb l'ús del Deep Space Network per al seguiment d'ambdues naus).

## Preparatius de la missió
En 1978 es va decidir cancel·lar la missió Mars 5M, que pretenia portar mostres de Mart a la Terra, a causa del seu elevat cost, alta complexitat i baixa probabilitat d'èxit. El prestigi de l'oficina de Làvotxkin, que liderava el disseny de la Mars 5M, va patir un gran problema. El seu enginyer principal, Kryukov, va dimitir i va ser substituït per V.M. Kovtunenko.
Kovtunenko tenia una àmplia experiència en el camp de l'astronàutica com a dissenyador de coets i dels satèl·lits científics Intercosmos, però cap en sondes interplanetàries. Davant el repte al qual s'enfrontava va decidir buscar el seu propi mètode. En el 1979 va iniciar el disseny d'una nova classe de sonda (UMVL: Universal Mars Venus Luna ), que reemplaçaria a la generació anterior i serviria per a tota mena de missions.
Kovtunenko esperava que les primeres UMVL estiguessin llistes en 3 o 4 anys. Mentrestant va mantenir el disseny anterior per a les imminents sondes a Venus. No obstant això, el disseny de les UMVL va procedir molt més lent de l'esperat. L'elecció de Kovutnenko possiblement va ser un error. Antic funcionari, era un expert polític que, per sobre de tot només buscava reconeixement. A més, no va establir relacions fructíferes amb els pesos pesants de la indústria espacial soviètica i, sense aquests, va resultar difícil desenvolupar en solitari el projecte.
Finalment, les Fobos van ser les primeres UMLV a volar, però ho van fer en el 1988, nou anys després d'iniciar-se el programa.

## Objectius de la missió
Les dues Fobos tenien com a objectius:
1. Col·locar-se en òrbita marciana.
2. Sobrevolar el satèl·lit Fobos.
3. Col·locar dues estacions automàtiques en la superfície de Fobos.
4. Estudiar la composició superficial del satèl·lit Fobos.
5. Estudiar exhaustivament Mart des de l'òrbita.

A més, s'anava a dur a terme el primer estudi detallat d'una lluna marciana (Fobos) mitjançant sobrevols molt propers (amb prou feines 50 metres) i el llançament de dues sondes d'aterratge. La Fobos 2 portava, a més, un petit "saltador" que, gràcies a l'escassa gravetat de Fobos, hagués pogut desplaçar-se pel satèl·lit i efectuar mesuraments en diversos llocs de la composició química, camp magnètic i gravetat.

## Disseny bàsic

### Forma
La Fobos comptaven amb un cos de forma toroïdal que contenia l'electrònica de la nau. Damunt d'aquest, un mòdul cilíndric que contenia l'instrumental científic. Per dotar-se d'energia disposaven de dos panells solars.

### Propulsió i navegació
Per a la maniobra d'inserció en òrbita de Mart comptaven amb un mòdul construït expressament per aquesta finalitat, que desenvolupava una força que podia variar-se entre 9860 i 18860 Newtons. Aquest mòdul era expulsat una vegada fos completada aquesta maniobra. El combustible utilitzat va ser un derivat de l'amina i l'oxidant amb àcid nítric. Per pressuritzar els tancs de les Fobos que portaven vuit dipòsits d'alumini amb heli en el seu interior.
En el costat exterior de la nau toroïdal hi havia 4 dipòsits esfèrics de combustible (hidracina), que servia per mantenir orientada la sonda i efectuar les maniobres d'ajust orbital una vegada la sonda ja estava en òrbita de Mart. Les Fobos disposaven de 28 motors (vint-i-quatre de 50 N i quatre de 10 N), distribuïts en els tancs, el cos de la nau i els panells solars.
El control d'actitud es mantenia mitjançant un sistema de control en tres eixos que el seu guiat s'efectuava mitjançant sensors que detectaven la posició del Sol i els estels.

### Electrònica i comunicacions
L'ordinador de bord dels orbitadors tenia una memòria de 30 Mbits.
Les transmissions dels dos orbitadors es realitzaven a una velocitat de 4 Kbits/s; l'antena principal de les Fobos podia moure's en dos eixos. Les transmissions dels mòduls de descens DAS havien de realitzar-se directament cap a la Terra en la freqüència de 1672 GHz i a una velocitat de 4-20 bits per segon. El saltador havia de transmetre a l'orbitador de la Fobos 2 que, al seu torn, ho reexpediria a la Terra.

### Instrumental científic
Les dues sondes eren pràcticament idèntiques encara que, per motius de massa, no va ser possible instal·lar tots els instruments en ambdues.
1. Càmera VSK.
2. "Saltador" que havia d'efectuar anàlisis químiques, magnètics i gravimètrics en diversos punts de la superfície de Fobos. Només transportat per la Fobos 2.
3. Sonda d'aterratge "DAS". Portava a bord un sistema d'imatges de TV estèreo, un sismòmetre, un magnetòmetre, un espectròmetre de rajos X i partícules alfa i un penetrador "Razrez".
4. Espectròmetre/radiòmetre tèrmic d'infraroig "ISM", amb una resolució d'1-2 km
5. Espectròmetre d'imatges d'infraroig proper.
6. Càmera d'infrarojos.
7. Espectròmetre de rajos gamma.
8. Telescopi de rajos X.
9. Detectors de radiació.
10. Altímetres radar i làser.
11. Làser Lima-D dissenyat per polvoritzar materials de la superfície de Fobos i així poder analitzar-los amb un espectròmetre de masses.
12. Radar d'imatge "Grunt". Només transportat per la Fobos 1.

## Fobos 1
La Fobos 1 va desenganxar el 7 de juliol de 1988. No va haver-hi problemes fins que en la sessió de comunicació del 2 de setembre no es va detectar senyal de la sonda. En revisar les dades, els tècnics es van adonar que en l'anterior sessió (29 d'agost) s'havia donat una ordre errònia a la sonda perquè desactivés els motors d'actitud (concretament es va transmetre un "+" en comptes d'un "-"). Incapaç de controlar la seva orientació, la Fobos 1 va deixar d'apuntar els seus panells solars cap al nostre estel, per la qual cosa es va quedar sense energia i no va poder restablir-se contacte. Actualment es troba en òrbita al voltant del Sol.
És lògic preguntar-se per què es va permetre a la sonda executar una ordre de conseqüències fatals. Aquesta instrucció va formar part de les proves que es van fer en terra per comprovar el gir de la sonda. Abans d'enviar les Fobos a l'espai havia d'instal·lar-se un programari capaç de detectar l'error i invalidar aquesta ordre. No obstant això, aquest programari estava programat en PROM i per reescriure-ho feia falta canviar la computadora. Les presses per llançar les sondes van fer que no es tingués temps de realitzar aquest canvi, per la qual cosa es va deixar la instrucció "segellada" amb un codi que evitaria la seva activació. La mala sort va voler que les ordres transmeses el 29 d'agost se saltessin aquesta protecció i paressin els motors de control d'actitud.

## Fobos 2
La Fobos 2 es va desacoblar el 12 de juliol de 1988. Durant el camí, igual que en altres sondes soviètiques, va experimentar múltiples fallades electròniques entre els quals figuren:
1. Avaria del seu transmissor principal. Dels tres canals que hi havia per a la retransmissió d'imatges, dues ja havien fallat. No obstant la sonda va ser capaç d'assolir Mart amb el transmissor d'emergència, encara que aquest era molt menys potent.
2. L'experiment de plasma se sobreescalfava i això afectava altres equips.

La Fobos 2 va arribar a l'òrbita de Mart el 29 de gener de 1989 i va funcionar amb normalitat fins que el 27 de març es va preparar per un sobrevol molt proper de Fobos i el llançament de les dues sondes d'aterratge. Tal com estava previst les comunicacions es van tallar perquè la Fobos 2 pogués obtenir la informació científica. No obstant això, quan havia de tornar a contactar amb els controladors, aquests no van escoltar cap senyal. Anàlisis posteriors van revelar que es detectaven breus emissions de la sonda, com si aquesta estigués fora de control i l'antena apuntés a la Terra només ocasionalment, però la telemetria va resultar inintel·ligible. En posteriors intents per recuperar-la no van obtenir cap senyal.
Posteriorment anàlisis més exhaustives de la telemetria van apuntar a un error de l'ordinador, quelcom habitual en les sondes soviètiques. A més, al contrari que totes les sondes llançades prèviament per l'URSS, les Fobos no comptaven amb un sistema que desconnectés els elements prescindibles en cas que no hi hagués suficient energia. En disminuir la potència disponible la sonda no hauria tingut suficient per mantenir els sistemes indispensables i això hauria produït la seva pèrdua.

## Resultats científics
La Fobos 1 no va retornar dades científiques de gran interès, ja que no va aconseguir el seu objectiu.
La Fobos 2, que va estar orbitant Mart 3 mesos, va enviar una quantitat de dades molt limitada, entre ells un total de 38 fotografies. Els problemes tècnics que sofria i el fet que es perdés contacte amb ella just abans del sobrevol de Fobos van fer que els objectius científics no poguessin complir-se i generalment es considera que la missió va ser un fracàs. Entre les poques dades rellevants es figura que la Fobos 2 va confirmar per primera vegada que Mart està perdent atmosfera cap a l'espai.

## Crítiques
El Dr. Larry Soderblom va ser un dels científics dels Estats Units que tenia instruments en les sondes. Amb posterioritat a la pèrdua de les Fobos va comentar a un periodista que "hi havia una sensació en la comunitat científica americana que els russos tenien massa pressa" i que "les dues sondes perdudes van ser llançades sense pensar massa en un sistema de revisió i equilibri que podria haver previngut aquests problemes".
També es va qüestionar el disseny. "Els científics soviètics en l'Institut d'Investigacions Espacials [IKI] a Moscou es van queixar que la nova i sofisticada sonda estava dissenyada per a propòsits diferents d'aquells en els quals s'estava usant en les missions a Fobos" va escriure un expert espacial britànic. "Els enginyers la van adaptar per a la missió amb l'objectiu de provar-la en vol per a futures missions, a les quals es considerava molt millor preparada".
Aquests problemes eren coneguts fins i tot al moment del llançament. Segons l'expert en temes espacials James Oberg, un altre periodista, va comentar al moment del llançament que "em sorprendria si les dues missions ho aconseguirien i no estaria sorprès si cap de les dues assoleixin els seus objectius".
Algunes persones han afirmat que la Fobos 2 va detectar estranys objectes abans de desaparèixer i fins i tot que va ser atacada per extraterrestres, cosa que, segons ells, va ser ocultada per les autoritats soviètiques. Aquesta hipòtesi no gaudeix de credibilitat per a la major part de la comunitat científica.

## Conseqüències
Mart havia contemplat un llarg rosari de fracassos soviètics. L'error d'ambdues Fobos i la crisi econòmica que començava a minar l'URSS van tallar les ambicions soviètiques a Mart. Encara que va haver-hi un intent d'arribar a Mart amb les missions Mars 94 i Mars 96, basades en el disseny de les Fobos. Finalment només la Mars 94 volaria, encara que amb dos anys de retard (pel que es rebatejaria com a Mars 96), però no va arribar a abandonar l'òrbita terrestre.
El fracàs de les Fobos, la Mars 96 i la nord-americana Mars Observer, va fer que cap missió tingués èxit al planeta durant gairebé 20 anys, entre les naus del Programa Viking i la Mars Pathfinder.
Fins a l'any 2001 Rússia no va iniciar el desenvolupament d'una nova sonda cap a Mart. Aquesta es va anomenar Fobos-Grunt (Fobos-Sòl), el seu enlairament va ser previst pel 2011 i pretenia portar a la Terra mostres del satèl·lit, però el coet transportador va fallar en posar-la en camí cap a Mart deixant-la en òrbita terrestre baixa destruint-se en la reentrada el gener de 2012.